# オレンジデイズ
『オレンジデイズ』は、2004年4月11日から6月20日まで毎週日曜日21時 - 21時54分に、TBSテレビ系の「日曜劇場」枠で放送されていた日本のテレビドラマ。主演は妻夫木聡と柴咲コウ。
ドラマの放送と同時に『野性時代』（角川書店）にて北川悦吏子による小説版が連載されていた。
2005年9月19日から11月28日まで、ハワイの地上波放送局KIKU-TVで、英語字幕付で放送された。
どこにでもいそうな大学4年生の結城櫂（妻夫木聡） と、4年前に病気で聴覚を失ったことにより心の扉を閉じてしまった萩尾沙絵（柴咲コウ）のラブ・ストーリーを軸に展開される、大学の卒業を1年後に控えた5人の若者の青春ドラマである。

## キャスト

### 主要人物
結城 櫂
演 - 妻夫木聡
明青学院大学文学部心理学科社会福祉心理学専攻4年。大学1年の妹・愛（岡あゆみ）と、3歳年上の彼女・真帆（小西真奈美）がいる。キャンパス内でバイオリンを弾いていた沙絵を見かけ、自身が専攻する科目で手話を扱っていたことから交流をはじめた。優しく正義感にあふれた男で、沙絵のことを大切に想い、愛している。
萩尾 沙絵
演 - 柴咲コウ
明青学院大学文学部文芸学科文化人類学専攻4年。母は有名なピアニストでマンションに２人で暮らしている。将来を期待されたバイオリニストだったが、海外留学中に聴覚をほとんど失った。話すことに抵抗があり、日常会話は手話や相手の口の動きを読むことで行っている。思ったことをすぐに手話にしてしまったり、態度が出てしまう性格で、よく櫂と喧嘩したりしてしまうことも。だが、櫂やオレンジの会のメンバーたちの優しさに触れ、次第に心を開いていくようになった。
相田 翔平
演 - 成宮寛貴
明青学院大学文学部美学美術史学科4年。腹違いの妹のあゆみと一緒にアパートで暮らしている。表向きは女遊びの激しい何人も彼女がいる遊び人だが、本来は妹思いの優しい兄貴。しかし茜とはなぜか思い通りにならず、次第に本気で恋に落ちてしまう。カメラマンのアシスタントとして働いており、先輩からの誘いでチベットやネパールへ長期の撮影旅行へ。茜とは海外滞在中も手紙で連絡を取り合っていた。
小沢 茜
演 - 白石美帆
明青学院大学文学部日本文学科4年。沙絵とは彼女が櫂と出会う前からの友達で聴力を失った彼女を懸命にサポートしてきた。真面目な性格で恋愛にはかなりの奥手。オレンジの会を通じて知り合った翔平のことを最初は女癖の悪い人だと思っていたが、次第に交流していくうちに本来の彼について触れ、好意を寄せるように。卒業後はツアーコンダクターとして就職。静岡出身で親がよく茶葉を送ってくる。
矢嶋 啓太
演 - 瑛太
明青学院大学文学部フランス文学科4年。基本的に温厚な性格だが、それゆえに彼曰くいつも女の子からは「いい人」止まりで終わってしまう。沙絵と茜との交流を深めるためにキャンプを計画した。茜に好意を寄せており、色々彼女の気を引くことを考えるがいつも空回りしてしまう。実家は名古屋で結婚式場を経営している。卒業後、親の仕事を継ぐことに。

### 周辺人物
髙木 真帆
演 - 小西真奈美
明青学院大学院博士課程。堺田の助手。沙絵の大学でのサポートを堺田教授から任される。櫂の彼女だったが彼の心が自分ではなく沙絵に移っていることを察し、同級生の佐野へと方向転換。
佐伯 そよ子
演 - 山田優
雑誌にも載るような有名なモデル。翔平の彼女の一人。しかし彼女にとって彼は何人もいる男の一人に過ぎず、仕事のためなら誰とでも寝てもかまわないという考えの持ち主。
桐島 あゆみ
演 - 上野樹里
翔平の妹。中学生くらい。兄とアパートで２人で暮らしている。母親が不倫相手といるところを追いかけた時に事故に遭い、後遺症として足が少し不自由になっている。
堺田教授
演 - 小日向文世
明青学院大学大学院教授。専攻は社会福祉心理学。自ら内定を取り消した櫂に新しい職場を紹介したり、櫂に心残りがある沙絵に助言したりと彼らを優しくサポートしている。
萩尾 ゆり子
演 - 風吹ジュン
沙絵の母親。有名なピアニスト。バツイチのシングルマザー。
藤井 ハルキ
演 - 沢村一樹（第9話 - 最終話）
沙絵の幼馴染み。ドイツのクラウス交響楽団でピアノを弾いている。
佐野
演 - 柏原崇（第3話 - 第5話・最終話）
明青学院大学出身。大学時代、真帆と同じゼミだった。
アリサ
演 - 佐藤江梨子（第1話）
物語序盤で登場する翔平の彼女の一人。ストーカーのように翔平につきまとう。
柿崎 透
演 - 永井大（第6話・第7話）
沙絵が海外留学中に所属していたオーケストラの先輩。バイオリンの名手。ピアノを弾き始めた沙絵と偶然再会し、仕事に利用しようとする。
岩崎
演 - 光石研（第6話・第9話）
翔平がアシスタントについているカメラマンの先輩。チベット行きに翔平を誘う。

### その他
学生
演 - 松田悟志（第1話）
東都大学の学生
演 - 山口翔悟（第2話）
高瀬 和弥
演 - 田中圭（第8話）
同じ大学の学生で大学の講義の時に沙絵の為に講義の内容をパソコンで同時入力してあげていた。堺田教授の授業の単位を落としそうで慈善事業で点数を稼いでいた。第8話のみの出演。

## スタッフ
- 脚本 - 北川悦吏子
- 音楽 - 佐藤直紀
- 演出 - 生野慈朗、土井裕泰、今井夏木
- 主題歌 - Mr.Children「Sign」
- 挿入歌
  - ORANGE RANGE「上海ハニー」
  - くるり「ばらの花」
- 挿入曲 - ショパン「英雄ポロネーズ」
- プロデュース - 植田博樹
- 音楽プロデュース - 志田博英
- 手話指導 - 手話ランドきいろぐみ（現・手話あいらんど）

## 放送日程
| 各話                                                       | 放送日        | サブタイトル         | 演出     | 視聴率 |
| ---------------------------------------------------------- | ------------- | -------------------- | -------- | ------ |
| Story #1                                                   | 2004年4月11日 | 声を無くしたマドンナ | 生野慈朗 | 18.1%  |
| Story #2                                                   | 2004年4月18日 | 恋の始まり           | 生野慈朗 | 16.0%  |
| Story #3                                                   | 2004年4月25日 | 君の涙               | 土井裕泰 | 15.3%  |
| Story #4                                                   | 2004年5月02日 | 僕の失恋             | 土井裕泰 | 14.2%  |
| Story #5                                                   | 2004年5月09日 | 秘密の夜             | 今井夏木 | 15.7%  |
| Story #6                                                   | 2004年5月16日 | 彼女の恋             | 生野慈朗 | 15.6%  |
| Story #7                                                   | 2004年5月23日 | 君が好き             | 生野慈朗 | 18.8%  |
| Story #8                                                   | 2004年5月30日 | 結ばれる二人         | 土井裕泰 | 17.6%  |
| Story #9                                                   | 2004年6月06日 | 悲しい運命           | 今井夏木 | 17.9%  |
| Story #10                                                  | 2004年6月13日 | 君がいない           | 今井夏木 | 17.3%  |
| Last Story                                                 | 2004年6月20日 | 君の声               | 生野慈朗 | 23.0%  |
| 平均視聴率 17.4%（視聴率は関東地区・ビデオリサーチ社調べ） |               |                      |          |        |

- 第1話は30分拡大の21時 - 22時24分、最終回は15分拡大の21時 - 22時9分。
- 第7話は、2004アテネ五輪バレーボール世界最終予選の延長により、30分繰り下げの21時30分 - 22時24分に放送。

## エピソード
- ドラマの構想はオンエアー時（2004年）の約2年前から、主役は妻夫木聡、ヒロインは柴咲コウとストーリーや設定、配役がじっくりと練られていた。
- 脚本を担当した北川悦吏子は、配役が決まった妻夫木、柴咲を含む「オレンジの会」の5人や小西真奈美、風吹ジュン、小日向文世を当て書き（先に決まった役者をイメージしながら台本を書くこと）で台本を書いた。
- 当時同じTBS系列で放送していたドラマ『新しい風』に出演していた吉田栄作がゲスト出演した。
- 前田敦子[1]や山下リオは本ドラマでの柴咲の演技が芸能界を目指すきっかけになったと後に語っている。なお、山下[2]は2008年度の昼ドラ愛の劇場40周年記念番組『ラブレター』で、柴咲が演じた沙絵と同じく聴覚障害をもつヒロイン・美波の中高生時代を演じている。
- 2020年5月に行われ、300人が投票に参加した「柴咲コウの歴代出演ドラマ人気ランキング」では、『ガリレオ』や『信長協奏曲』らを凌ぎ1位を獲得した[3]。
- 明青学院大学のキャンパスのロケ地の学校は2006年の日本テレビの『マイ☆ボス マイ☆ヒーロー』のセント・アグネス学園高校、2019年と2020年にフジテレビの「月9」枠で上野樹里が主演を務めたドラマ『監察医朝顔』の興雲大学のロケ地になった東洋英和女学院大学である。

## 受賞
- 第41回ザテレビジョンドラマアカデミー賞[4][5]
  - 主演男優賞（妻夫木聡）
  - 主題歌賞（Mr.Children「Sign」）
  - 脚本賞（北川悦吏子）
  - 監督賞（生野慈朗､土井裕泰､今井夏木）
  - キャスティング賞
  - タイトルバック賞（生野慈朗）
  - ザテレビジョン賞（手話ランド きいろぐみ）

## 関連商品

### 書籍
- 北川悦吏子『オレンジデイズ』（2004年、角川書店） - 単行本
- 北川悦吏子『オレンジデイズ』（2006年、角川文庫） - 文庫本

### サウンドトラック
- オレンジデイズ オリジナル・サウンドトラック